# Дрегушень (комуна, Сучава)
Дрегушень, Дрегушені (рум. Drăgușeni) — комуна у повіті Сучава в Румунії. До складу комуни входять такі села (дані про населення за 2002 рік):
- Броштень (416 осіб)
- Гара-Леу (31 особа)
- Дрегушень (2239 осіб)

Комуна розташована на відстані 319 км на північ від Бухареста, 43 км на південний схід від Сучави, 84 км на захід від Ясс.

## Населення
За даними перепису населення 2002 року у комуні проживали 2686 осіб.
Національний склад населення комуни:
| Національність | Кількість осіб | Відсоток |
| -------------- | -------------- | -------- |
| румуни         | 2684           | 99,9%    |
| угорці         | 1              | < 0,1%   |
| українці       | 1              | < 0,1%   |

Мови, які застосовуються у комуні:
| Мова       | Кількість осіб | Відсоток |
| ---------- | -------------- | -------- |
| румунська  | 2684           | 99,9%    |
| українська | 1              | < 0,1%   |
| польська   | 1              | < 0,1%   |

Склад населення комуни за віросповіданням:
| Релігія      | Кількість осіб | Відсоток |
| ------------ | -------------- | -------- |
| православні  | 2245           | 83,6%    |
| старообрядці | 2              | 0,1%     |
| адвентисти   | 1              | < 0,1%   |

## Зовнішні посилання
- Дані про комуну Дрегушень на сайті Ghidul Primăriilor [Архівовано 27 лютого 2013 у Wayback Machine.]